# Silver Romance
Silver Romance är det tyska power metal-bandet Freedom Calls elfte studioalbum. Det släpptes i maj 2024 av skivbolaget Steamhammer. och i Japan av CJ Victor Entertainment. Albumet gavs även ut på vinyl.
Albumets titel syftar på silverbröllop, då det var tjugofem år sedan bandets första skiva Stairway to Fairyland kom ut. Enligt sångaren Chris Bay har ädelmetallen silver och bandets musik vissa egenskaper gemensamma, såsom klarhet och frihet.
Skivan föregicks av fyra singlar med tillhörande musikvideor: "Silver Romance", "In Quest of Love", "High Above" och "Supernova".

## Låtlista
1. "Silver Romance" – 4:07
2. "Symphony of Avalon" – 4:05
3. "Supernova" – 3:55
4. "Infinity" – 4:22
5. "Out of Space" – 3:23
6. "Distant Horizon" – 4:14
7. "In Quest of Love" – 4:34
8. "Blue Giant" – 3:51
9. "Meteorite" – 3:02
10. "Big Bang Universe" – 4:36
11. "New Haven" – 3:54
12. "High Above" – 4:01
13. "Metal Generation" – 4:51

## Medverkande
Musiker
- Chris Bay – sång, gitarr
- Lars Rettkowitz – gitarr
- Francesco Ferraro – basgitarr
- Ramy Ali – trummor

Produktion
- Ingo Spörl - albumkonst